# 大名行列
大名行列（だいみょうぎょうれつ）は、大名が公用のために随員を引き連れて外出する際に取る行列のこと。参勤交代における江戸と領地との往来が典型的な形態である。その様相は、各大名家の石高や格によって幕府が定めた規定があり、また大名家独自の慣習も見られた。

## 歴史

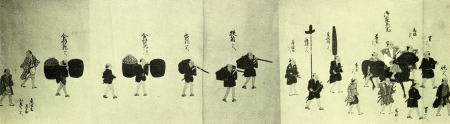
牛久藩の大名行列の図。

大名行列は本来、戦時の行軍に準じた臨戦的・軍事的な移動形態（帯刀する刀の長さも通常の長さより大きなものでもよいなど）であったが、江戸時代の太平が続くと次第に大名の権威と格式を誇示するための大規模で華美なものに変容した。その背景には、徳川幕府が大名行列のために出費を強いることで諸大名が経済的実力を持つことを抑制しようとする政治的意図もあったという説もあるが、本来の目的は将軍への服従を示す儀式であり、大名側で忠誠心や藩の力、権威を誇示するために行列を大規模にする傾向が見られた。従って参勤交代などの幕府の公用のために行なう大名行列は幕府によって人数が定められており、時代によって多少異なるが、1721年（享保6年）の規定によれば、10万石の大名では騎馬の武士10騎、足軽80人、中間（人足）140人から150人とされた。そして諸大名は、自らの体面を守り、藩の権勢を誇示するため、幕府に義務付けられた以上の供を引き連れ、行列の服装も贅を凝らしたものとなる傾向があった。102万石の加賀藩では最盛期に4,000人に及んだ。
このように、長大かつ華美に走った大名行列は、大名家にとっては実際に財政的な負担となり、次第に藩の財政を圧迫していった。各藩が財政的に破綻して軍役を果たせなくなっては、参勤交代の目的として本末転倒であるため、幕府は逆に大名行列の制限に乗り出した。

## 様相
藩主は駕籠に乗っているのが通例である。駕籠に乗り疲れた場合は馬にも乗った。自ら道中を歩くこともあった。随員には騎馬・徒歩の武士の他、鉄砲、弓などの足軽、道具箱や槍持ちなどの中間や人足、草履取や医師などの大名身辺に仕える者たちが連なる。所持品として楽器、鷹狩りの鷹、日傘、茶、弁当、椅子なども携行した。限られた大名にのみ許可された所持品もあり、幕府との服属関係をも示していた。服装にも気を遣い、とくに江戸入、また御国入の際は特別な礼服に着替えて入国した。また、行列の人数が大名の威光を表すことから、少なくとも元禄時代までは随員の数が競われた。
行列の速度については、宿場等では伝馬等、荷の積み替えの調整、兼ね合いで威儀を正し、ゆっくりと行進した。
旅人が12日から13日程度かかる道のりであれば、それより2日程度早くたどり着く速さであった。街中では伝馬の調整の為長時間をかけて進み、それ以外は経費節約のため出来るだけ行程を短縮する狙いがあったものと考えられている。これの極端な例として、1643年（寛永20年）に前田家4代目の光高が約120里（約480km）の行程で、普通に行けば12泊13日で終える道程を6泊7日で移動したという記録がある。大名行列の行進は、 平均すると1日10里（40km）を歩き、中間の呼び声、また錫杖の音以外、大きな音のない非常に静かな行列だった。
大名行列は、遠くから見ただけでもどこの家中かわかるよう、毛槍や馬印などに特徴があり、それらは江戸時代を通じて発行された『武鑑』に記され、民衆にも判別できた。参勤交代の行列は、出立の際や宿場町に入る時、国入りの際などには、毛槍を持たせた中間達は家毎に独特の所作を取り、人々を注目させた。これが各地の祭礼行列、神幸行列などに取り入れられ、民俗芸能の奴振りとして全国に残っている。

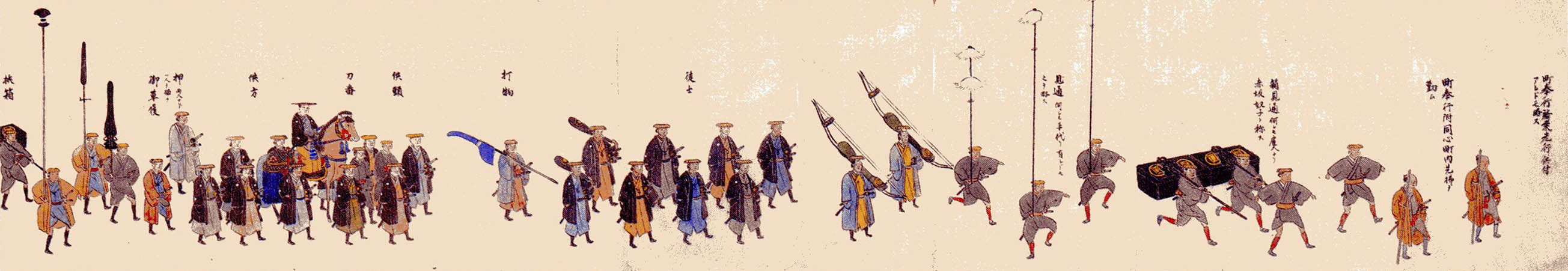
園部藩参勤交代行列図（1） （南丹市文化博物館蔵）

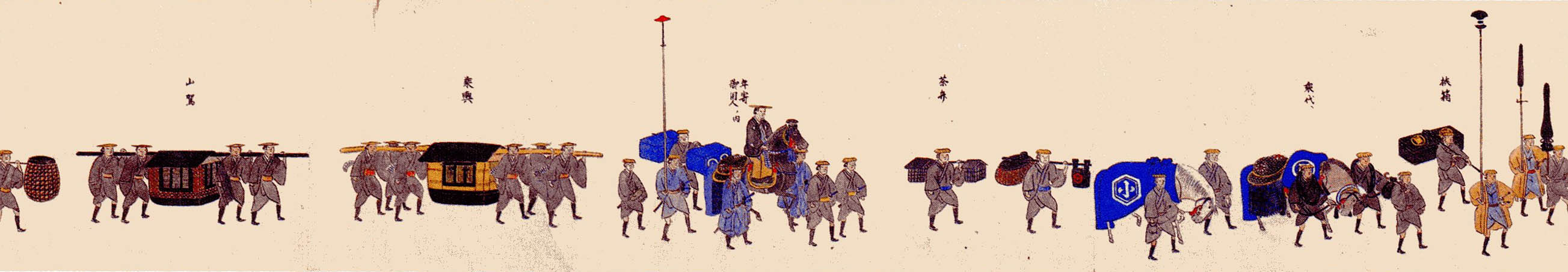
園部藩参勤交代行列図（2） （南丹市文化博物館蔵）

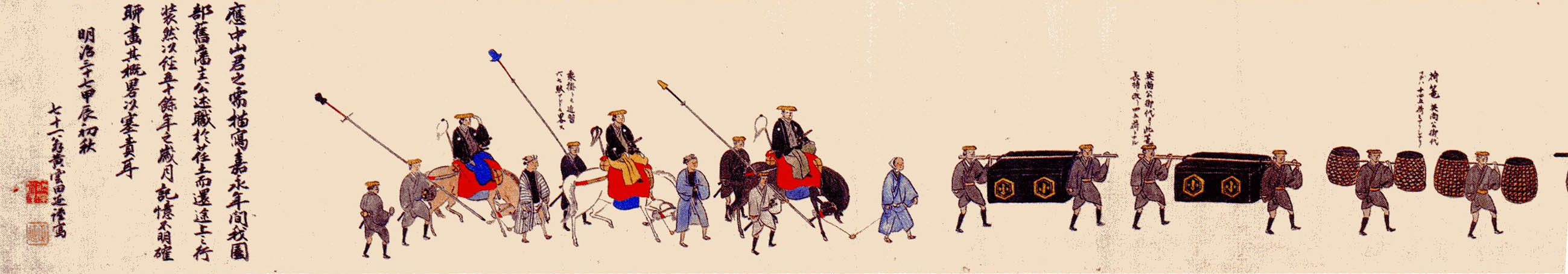
園部藩参勤交代行列図（3） （南丹市文化博物館蔵）

## 民衆への規制

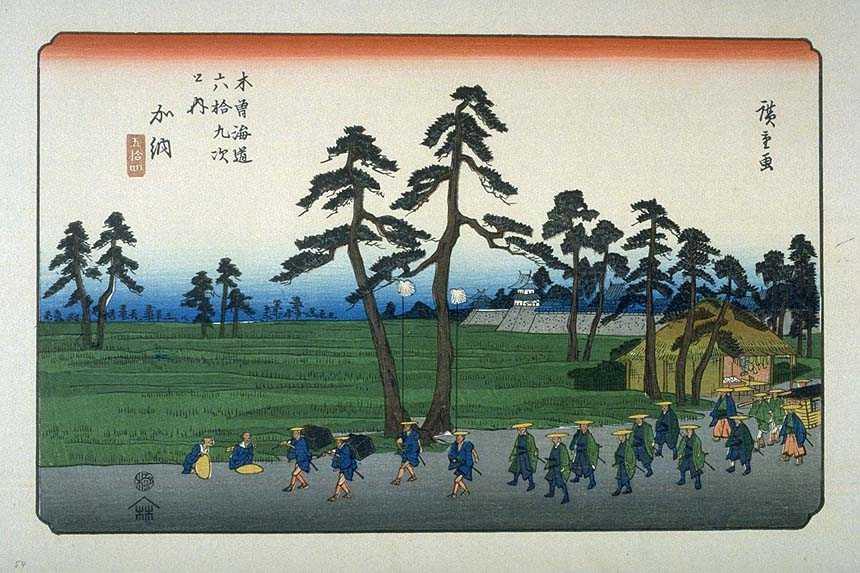
脇に避けて道を譲る人々

時代劇などでは、大名行列が往来を通り過ぎるときには必ず先導の旗持ちの「下にー、下にー」との声にあわせ百姓・町人などは脇に寄り平伏しているシーンが登場するが、実際にはこの掛け声を使えるのは徳川御三家の尾張・紀州藩（水戸藩は例外で江戸常勤であるため参勤交代はなかった）だけで、ほかの大名家は「片寄れー、片寄れー」又は「よけろー、よけろー」という掛け声を用い、一般民衆は脇に避けて道を譲るだけでよかった。後述の生麦事件が起こる直前、アメリカ商人ヴァン・リードは同じ薩摩藩主の行列に対して下馬し、馬を道の端に寄せて行列に道を譲り、脱帽して礼を示したことで事なきを得ている。土下座をする者も行列の中の本陣（大名が乗った籠）が通る際のみであった。そのほか、盛り砂を立てたり、水を振りまいたり、水桶を置いたり、露払いをするなどの振る舞いをする庶民もいた。
むしろ庶民に取っては、華美な大名行列を見物する事は一種の娯楽であり、各藩もそれがために大名行列を一層華美にしたのであり、平伏を強いられる状況ではそれが成り立たない。もちろん、道を譲るのも、御三家の行列に対して平伏するのも、道の脇にいる場合だけで、大名行列が通過する間は自宅や食事処に入ったり、前触れの声を聞いて脇道に入るなどすると、一切の規制がなかった。平伏が必要な御三家等の行列も、遠目でなら規制なく見物できたため、幕末に日本を訪れたジェームス・カーティス・ヘボンが、丘の上からオペラグラスで尾張藩の大名行列を見物したという記録もある。
大名行列の前を横切ったり（供先〈ともさき〉を切る）、列を乱すような行為は非常に無礼な行いとされ、場合によってはその場での「無礼討ち」も認められていた。その一例として、幕末に発生した生麦事件が該当する。ただし、実際には事前に警告を行うため、無礼討ちにまで至るのは稀である。生麦事件も言葉が分からなかったこともあり、度重なる要請や警告を無視する結果になったことで発生した。ただし、特例として飛脚、出産の取上げに向かう産婆（現在の助産師）は行列を乱さない限りにおいて、前を横切ることが許されていた。

## 大名行列に類似するもの
宇治採茶使
京都府宇治市の宇治茶を徳川将軍家に献上するための茶壷を運ぶ行列のこと。俗にいう御茶壷道中。

## 大名行列の再現
江戸時代には、祭りに際して大名行列（祭礼警護の武士を中心とする行列）が伴うことがある一方で、また見世物として庶民によって大名行列が演じられることもあり、その日だけは庶民が侍を真似することが許されていた。明治時代になってからも、1897年には東京で奠都三十年を祝う祝賀会の際に見世物として行なわれ、俳優、芸妓、旦那衆、画家、芸人、噺家、たいこもち、金に糸目をつけない一流の人たちが華美な衣装を身にまとって主な役柄に扮し、市中を練り歩いた。1906年（明治39年）にイギリス王のエドワード7世から明治天皇へ勲章を贈呈する使節団が来日した際、一行を歓待するために、明治政府によって大名行列が再演された。
その後も、大名行列を再現する行事は日本各地で行なわれている（奴振りの項を参照のこと）。
- 長野県飯田市（お練り祭り）
- 京都府与謝野町（岩滝大名行列）
- 静岡県島田市（島田大祭）
- 愛知県西尾市（西尾祇園祭）
- 愛知県豊橋市（二川宿本陣まつり）
- 岡山県矢掛町（矢掛の宿場まつり[7]）
- 岡山県新見市（御神幸武器行列、俗称 土下座まつり）
- 山口県玖珂町（鞍掛城まつり。「いきりこ」と呼ばれる子供大名行列[8]）
- 神奈川県松田町（松田大名行列）
- 神奈川県箱根町（箱根大名行列）
- 山梨県都留市（八朔祭）
- 熊本県南小国町（黒川温泉感謝祭）
- 大分県大分市（賀来神社賀来の市・卯酉の大名行列）

## 比喩としての「大名行列」
江戸時代における大名行列の様子から転じて、組織の幹部を必要以上に大勢の部下が取り囲んで移動するさまをも「大名行列」と揶揄していうことがある。例として『白い巨塔』・『ブラック・ジャック』で有名になった、大学病院における教授の総回診や、大物国会議員が新人議員を従えている様子など。また、要人の車列についても良く例えられる。他に、高速道路などで除雪車や極端な低速で走る車の後方に出来る車列をこう呼ぶことがある。